# Gmina Ćmielów
Die Gmina Ćmielów (anhörenⓘ) ist eine Stadt-und-Land-Gemeinde im Powiat Ostrowiecki der Woiwodschaft Heiligkreuz in Polen. Ihr Sitz ist die gleichnamige Stadt mit etwa 3000 Einwohnern.

## Geographie
Die Kreisstadt Ostrowiec Świętokrzyski liegt etwa zehn Kilometer westlich. Zu den Gewässern gehört die Kamienna, ein Zufluss zur Weichsel.
Die Gemeinde ist von sieben Gemeinden umgeben. Beginnend im Norden sind dies im Uhrzeigersinn: Bałtów, Tarłów, Ożarów, Wojciechowice, Opatów, Sadowie und Bodzechów.

## Gliederung
Zur Stadt-und-Land-Gemeinde (gmina miejsko-wiejska) gehören neben der Stadt Ćmielów folgende Dörfer mit einem Schulzenamt:
Boria
Borownia
Brzóstowa
Buszkowice
Czarna Glina
Drzenkowice
Glinka
Grójec
Jastków
Krzczonowice
Łysowody
Piaski Brzóstowskie
Podgórze
Podgrodzie
Przeuszyn
Ruda Kościelna
Stare Stoki
Stoki Duże
Stoki Małe
Trębanów
Wiktoryn
Wojnowice
Wola Grójecka
Wólka Wojnowska
Weitere Ortschaften der Gemeinde sind:
Czarny Szosik
Czworaki
Folwark
Folwark
Frankopol
Jastków Poduchowny
Kamienna
Kamienna
Kolonia Druga
Kolonia Dworska
Kolonie Brzóstowskie
Kolonie Jastkowskie
Kolonie Krzczonowskie
Kolonie Marianowskie
Korycizna
Krasków
Kseweryn
Marianów
Małachów-Kolonia
Piaski Grójeckie
Piaskowiec
Podchoinki
Podkościele
Podszosie
Podwójtostwo
Przepaść
Przeuszyn-Kolonie
Skała
Smyków
Spółdzielnia
Stara Wieś
Wióry
Wojnowice-Kolonia
Wólka-Kolonia
Wrzawy
Wyrzykowszczyzna
Władkowice
Za Wodą

## Verkehr
Durch Gemeinde und Hauptort führt die Woiwodschaftsstraße DW755, sie führt im Westen nach Ostrowiec Świętokrzyski und zur Landesstraße DK9 (Europastraße 371) sowie im Osten zur DK79. Der nächste internationale Flughafen ist Rzeszów etwa 100 Kilometer südöstlich der Stadt.
Der Dienstbahnhof Ćmielów liegt an der Bahnstrecke Łódź–Dębica.